# Contessa Brewer
Pour les articles homonymes, voir Contessa et Brewer.
Contessa Brewer est une journaliste américaine née le 16 mars 1974 à Parsonsfield, dans l'État du Maine. Elle présente le journal télévisé et l'émission Weekend Today in New York sur WNBC, station de télévision mère du réseau NBC, et anime l'émission Caught on Camera sur la chaîne d'information en continu MSNBC.

## Biographie
Contessa Brewer est née le 16 mars 1974 à Parsonsfield, dans l'État américain du Maine. Elle passe sa scolarité au lycée Sacopee Valley High School d'Hiram, dans le Maine, qu'elle achève en 1992. Elle poursuit des études de journalisme à la Newhouse School of Public Communications de l'université de Syracuse, et en sort diplômée d'un bachelor en journalisme avec la mention magna cum laude. Elle étudie également à Strasbourg, en France.
De 1997 à 2003, Contessa Brewer travaille successivement pour les rédactions locales de différentes stations de télévision. Elle commence sa carrière en tant que reporter pour KRNV, station de télévision de NBC située à Reno, dans le Nevada. Elle travaille également en tant que présentatrice de nouvelles et reporter pour KMIR-TV (en), station NBC de Palm Springs, en Californie. Elle collabore ensuite à la station NBC WTMJ-TV (en) de Milwaukee, dans le Wisconsin, où elle assure également les fonctions de jour reporter et de présentatrice de journaux télévisés.
Contessa Brewer est embauchée par la chaîne d'information en continu MSNBC en 2003. Elle a notamment collaboré à l'émission Verdict with Dan Abrams jusqu'en 2008 et l'émission d'information en continu MSNBC Live.